# سولاريس (فلم 2002)
سولاريس (بالإنجليزية: Solaris) هو فيلم خيال علمي دراما من إخراج ستيفن سودربرغ وبطولة جورج كلوني، ناتاشا ماكليهون وفيولا ديفيس. صدر الفيلم في 27 نوفمبر 2002.

## وصلات خارجية
- سولاريس على موقع IMDb (الإنجليزية)
- سولاريس على موقع ميتاكريتيك (الإنجليزية)
- سولاريس على موقع روتن توميتوز (الإنجليزية)
- سولاريس على موقع نتفليكس (الإنجليزية)
- سولاريس على موقع قاعدة بيانات الأفلام العربية
- سولاريس على موقع ألو سيني (الفرنسية)
- سولاريس على موقع Turner Classic Movies (الإنجليزية)
- سولاريس على موقع أول موفي (الإنجليزية)
- سولاريس على موقع بوكس أوفيس موجو (الإنجليزية)
- سولاريس على موقع فيلمافينيتي (الإسبانية)